# Menor Estranger No Acompanyat
Un Menor Estranger No Acompanyat (MENA) és un fenomen de la migració que engloba als joves menors de 18 anys d'origen estranger sols i/o sense referent familiar adult que els acompanyi. El terme és utilitzat per les institucions espanyoles. Fins fa poc el terme era desconegut a Espanya i relativament nou als països de la Unió Europea. Segons dades empíriques es troba que aquest fenomen va aparèixer als anys 90 en aquells països on ja existia una forta tradició immigratòria, però ha estat a partir de 1997 que es fa notar notòriament a Espanya. A causa de l'augment persistent d'aquesta arribada de menors sols i desemparats, es va haver de realitzar una recerca amb la finalitat d'obtenir una perspectiva més àmplia del fenomen. Aquesta circumstància situa als MENA automàticament en una situació de desemparament i de risc.
Altres termes emprats sobre aquest fenomen són: Menors Migrants No Acompanyats (MMNA), Menors Immigrants No Acompanyats (MINA), Menors Estrangers Indocumentats No Acompanyats (MEINA) i Menors Separats (aquest últim emprat per la Unió Europea).
Encara que no és un fenomen fàcil de quantificar, les dades de la memòria de la Fiscalia de 2016, apunta a la presència de 3.660 menors d'origen estranger no acompanyats a Espanya i sota la tutela de les comunitats autònomes.
Segons la pàgina oficial de la Direcció General de la Policia, la definició de MENA seria la d'estranger menor de divuit anys que sigui nacional d'un Estat al qual no li sigui aplicable el règim de la Unió Europea que arribi a territori espanyol sense un adult responsable d'ell, sigui legalment o d'acord amb el costum, apreciant risc de desprotecció del menor, així com a qualsevol menor estranger que un cop a Espanya es trobi en aquella situació, d'acord amb l'article 189 del Reglament d'Estrangeria (RD 557/2011).
En la recerca dels menors estrangers no acompanyats (MENA), s'han localitzat un total de 1.659 MENA diferents. El conjunt total de menors a Catalunya amb mesura protectora de la DGAIA per a l'any 2001 se situava en 5.645 menors per a tota Catalunya.
El significat general des del punt de vista de la Unió Europea exclou del significat d'estranger als menors d'un país de la UE respecte a un altre. Així i tot, hi ha països on l'administració del significat d'estranger es refereix a tothom de fora del país encara que sigui de la Unió Europea.

## Història
Les migracions o moviments de tota la població han estat constants al llarg de tota la vida, però de poc volum humà fins al segle XX (excepcions són les invasions bàrbares de l'imperi romà, la creació de l'imperi àrab, en si mateixa de poc volum demogràfic, o els moviments dels nòmades esteparis asiàtics, com els huns i els mongols).

### Catalunya
A Catalunya la immigració de fora d'Espanya va ser testimonial fins al 1996, tot i que el Magreb sofria una explosió demogràfica durant els anys 70 i 80. Existia certa presència àrab als hivernacles del Maresme i en el petit comerç. Des de finals de la dècada de 1990, va augmentar l'arribada dels MENA a l'Estat Espanyol i a altres països de la Unió Europea. Encara que fins al 1998, aquesta situació no es va donar a conèixer al territori Català, i es va començar a parlar d'aquest tema a conseqüència de diversos articles que van aparèixer en la premsa i que donaven visibilitat en la situació que es trobaven alguns joves al carrer. No obstant això, l'educador Vicenç Galea i Montero afirmava que l'existència dels joves menors estrangers pels carrers de Barcelona ja existia des de la segona meitat de la dècada de 1980.
Aquest esdeveniment implica per als països acollidors problemes ètics i polítics, ja que el sistema de protecció es pot veure en problemes. Es pot afirmar que l'arribada massiva de menors estrangers no acompanyats al nostre país durant els últims 20 anys ha suposat un repte per tots els sistemes de protecció, que s'han vist en la necessitat d'adaptar els seus procediments a les necessitats concretes d'aquests infants i adolescents.
Al territori català, després de Barcelona, la segona ciutat catalana amb més MENA és Santa Coloma de Gramenet. La particularitat d'aquest fet sembla tenir a veure amb la localització d'aquesta ciutat, atès que és un nucli d'immigració marroquina assentada des de fa uns anys. Aquest no és un factor desconegut, ja que el col·lectiu IOÉ en els seus estudis de camp ja identificaven l'assentament d'aquesta població a Catalunya. També s'ha d'esmentar que Girona, Lleida i Tarragona, seguint aquest ordre són les ciutats amb un índex de possibilitats més elevat per residir els MENA.
Des de 1998 a mesura que han anat passant els anys, la xifra de MENA ha augmentat considerablement a Catalunya. S'ha passat de 245 MENA nouvinguts l'any 1998 a 456 l'any 2002. Tanmateix, en 2015 van arribar 377 joves, fet que marca una baixada de xifra fins a l'any 2017 que arriben 1.489 i continua creixent també l'any 2018 que resideixen més del doble que l'any anterior, 3.508. La seva xifra total es veu limitada pel fet que en accedir a la majoria d'edat, deixen de ser considerats com a menors per definició.

### Espanya
A Espanya, el fenomen dels MENA està majoritàriament associat a infants o adolescents d'origen Magrebí, principalment del Marroc i d'Algèria. Tanmateix, s'observen menors no acompanyats procedents d'altres països d'Europa de l'Est, de l'Àfrica subsahariana i de Síria. També es detecta que les arribades de menors estrangers no acompanyats han augmentat un 78,94% en el darrer any, més dels que tenia registrats el Ministeri d'Interior en abril. En els últims sis mesos han arribat a Espanya més de 4.700 menors migrants i ara hi ha 11.174 migrants MENA, segons ha informat la ministra de Sanitat, Consum i Benestar Social, María Luisa Carcedo, en la comissió de la Família, Infància i Adolescència del Senat.
Carcedo ha reconegut que l'increment ha sigut molt significatiu sobretot en regions com Andalusia, que avui en dia és la comunitat amb més MENA de l'Estat Espanyol, amb un total de 5.621. La majoria també es concentren en Melilla, el País Basc i Catalunya.
Dins dels motius que comporten als menors sortir sense cap supervisió dels seus països d'origen trobem situacions de risc en la unió familiar, pobresa, desprotecció institucional, guerres, violències, falta d'oportunitats, catàstrofes naturals i situacions generalitzades dels drets humans.
A Espanya, la majoria dels MENA resideixen en centres d'acollida, on les seves necessitats bàsiques queden cobertes. Aquests són identificats i registrats al Registro de Menores Extranjeros No Acompañados RMENA-2, amb finalitat exclusivament identificativa. Aquest registre és gestionat per la Direcció General de la Policia en coordinació amb la Fiscalia General de l'Estat. Però és important diferenciar, en el moment que es té un suposat menor indocumentat, quins són els passos a seguir per tal d'esbrinar una edat aproximada. Quan el jurista no disposa d'un document que li permeti acreditar aquesta edat cronològica per a poder valorar l'edat legal d'un supòsit menor, sol·licita una prova mèdica per a poder tenir una estimació d'aquesta. Però el metge que realitza aquesta prova, realment no pot donar al jurista una estimació d'aquesta edat legal sinó simplement la seva edat biològica.
L'edat biològica malgrat ser edat, no defineix un concepte cronològic, sinó que es defineix per la identificació per part d'un explorador d'una sèrie de fites dins del procés de desenvolupament i maduració d'un ésser humà que s'aconsegueixen habitualment a una determinada edat cronològica en un grup de població determinat. És a dir, mitjançant unes proves mèdiques es pot esbrinar de manera aproximada segons les fites aconseguides en el seu desenvolupament, quina edat pot tenir el jove, sigui menor o no.
Un cop aquests joves arriben i es poden identificar, tenen una sèrie d'opcions per residir però que ells no poden decidir, sinó que es busca la millor solució per a cada cas. Un gran nombre acudeixen a centres residencials, on tenen uns tutors que s'encarreguen de vetllar pel seu benestar i per la seva protecció. En altres casos van a cases d'acollida, on les famílies d'aquestes acullen al nen o nena de manera temporal per tal que puguin gaudir d'una llar i de l'afecte que en aquestes es dona, tot i que la xifra és bastant més baixa que la dels centres. Al mateix cop, la distribució dels joves és molt desigual, segons la proximitat amb les fronteres i els recursos que es troben en les diferents comunitats autònomes. Per acabar, s'ha de tenir present que aquestes mesures es duen a terme quan el jove és menor, un cop obté la majoria d'edat, es consideren altres possibilitats com poden ser pisos tutelats amb més joves que es troben en la mateixa situació.
Tot i això, hi ha joves que per motius desconeguts no es posen o no s'aconsegueixen posar mai en contacte amb les institucions de protecció, i en conseqüència, no es troben a les estadístiques.

## Factors d'expulsió entre els joves
Quin és el motiu pel qual milers d'infants i joves de diferents parts del món decideixen moure's simultàniament? La migració dels joves és un fenomen estructural i crònic que ve de l'exclusió, el malestar i la pobresa a causa d'un sistema socioeconòmic i cultural dominant dels països més desenvolupats. Es poden trobar tres factors diferents molt diferenciats que serien les causes principals d'aquesta situació, que són econòmics, socials i culturals (tot i que aquest últim s'exagera en pes a l'hora de descriure la situació dels joves).
Una manera de recuperar el protagonisme d'aquest tipus de migrants és caracteritzant-los com a les principals víctimes del sistema i no com a transgressors que s'han d'expulsar. D'aquesta manera les seves condicions podrien millorar i a la vegada poder fer el possible perquè els joves no es vegin obligats a emigrar per situacions desesperades.
Segons un estudi sobre els joves refugiats a Suècia, l'educació en aquestes edats és important per a proporcionar un futur i una vida digna un cop ja s'han instaurat en el país destinatari. També és crucial que els joves, mentre que estan estudiant, també es puguin instaurar en el mercat laboral. Això es deu al fet que els joves que no són nadius de Suècia tenen més possibilitats d'entrar en treballs on la mà d'obra és més insegura. Es conclou que, si bé els joves refugiats s'enfronten a desavantatges laborals, l'educació té el potencial de mitigar els mals resultats del mercat laboral en aquest grup.
Hi ha diverses causes en els seus països d'origen que els fan partir, però també hi ha causes en els països destinataris.

### Factors al país d'origen
Dins dels factors d'origen, els quals són provocats per la precarització global, es troba la distorsió dels sistemes culturals que afecta diversos grups segons la seva edat i gènere. Per exemple, dins de l'entorn familiar, hi ha casos on els homes adults potser no poden ser els proveïdors econòmics per culpa de factors importants com l'atur i/o la precarietat. A més, les dones són imposades a ser mares. En aquest moment és quan el sistema econòmic bàsic, on els adults són qui haurien de prendre el càrrec de cuidar i mantenir als seus fills, es trenca. A conseqüència, els fills grans són els principals afectats.
Al contrari d'això, el paper femení també s'ha vist afectat, ja que les empreses acostumen a prendre avantatge de nenes desfavorides, que venen d'una família que no les pot mantenir i en el seu benefici els proporcionen un treball precari a canvi d'obtenir mà d'obra barata. La globalització també ha afectat en gran part a tot aquest moviment migratori que ja havia existit durant altres períodes històrics.

### Factors al país destinatari
En canvi, dins dels factors d'expulsió al país destinatari gira sobre l'entorn legislatiu i administratiu estatal. La manera en la qual es tracta a la gent major d'edat en comparació amb com es tracta als menors implica canvis en els moviments migratoris. Una possible via per a maximitzar les estratègies productives i reproductives és el transnacionalisme. L'accés als recursos públics dels països desenvolupats implica una internalització de l'Estat del benestar per part de les famílies. Existeix una connexió constant entre l'origen i el destí molt present durant la vida. D'aquesta manera es reforça la família transnacional i s'utilitza com una eina per a millorar i obtenir un ascens social.

### El paper de les famílies
Existeix una absència d'estabilitat i una innovació constant que produeixen fluxos migratoris transnacionals. També es pot confirmar que la multidireccionalitat demostra l'existència de diverses rutes seguides pels joves i les seves famílies dins d'aquest marc migratori. El que pretenen les famílies és aconseguir una sèrie d'objectius per als seus fills amb diferents estratègies per a poder educar-los de la millor manera. Es troben tres casos possibles que per a cada família és millor o pitjor: Portar-se als fills amb ells un cop els adults emigren, deixar-los a ells i a la família extensa al país d'origen o intentar rectificar i retornar als fills al país d'origen un cop ja havien emigrat, transitòriament o no.
Tradicionalment, la migració de menors ha estat entesa com una estratègia familiar, però no s'han de prendre com a protagonistes de l'acte migratori en si mateix. El seu paper principal és per causa de la precarietat vital i l'exclusió. S'acostuma a victimitzar als joves, però també s'hauria de destacar el caràcter innovador dels seus projectes i la subjectivitat de l'assumpte. L'infant o adolescent assumeix el seu dret a migrar i gràcies a la seva capacitat individual aconsegueix fugir del país d'origen.
La delinqüència dels joves immigrants pot estar associada a factors de desenvolupament, socials, d'estrès i específics d'immigració; no obstant això, els pocs estudis han examinat les perspectives quant als motius de la implicació en el comportament delinqüent. Estan implicats els factors situacionals, com l'edat, les dificultats financeres i les normes socials relacionades amb l'educació infantil; els factors socials, com la pressió entre iguals i els desitjos de ser acceptats socialment; els factors familiars, com estrès experimentat per la família, la indisponibilitat dels pares i la insuficiència capacitat parental, (sobretot en aquests casos en no tenir figures paternes disponibles; i els factors de personalitat, com la recerca de sensacions, el desig d'autodirigir, la disregulació d'emocions, el caràcter feble i la inclinació innata a un comportament problemàtic.

## El sistema de protecció a la infància
S'ha de tenir present que no totes les societats disposen d'un sistema de protecció a la infància. Es tracta d'una xarxa que depèn de l'Administració, i no tots els països gaudeixen d'una. Però sí que és cert que en aquells països on existeix una organització social formal, d'una manera o d'altre es troba la protecció i la cura alternativa per aquells infants que pateixen una manca familiar.
En el transcurs de tota la història, els infants han sigut vists i tractats de diverses maneres. Per aquesta raó molts autors van fer un repàs per algunes concepcions que es tenien dels infants i els adolescents. A continuació se senyala tres de les concepcions que poden incidir en la forma que es treballa i s'estructura la protecció a la infància i a l'adolescència.

### Els infants invisibles o objectes
Moltes persones no veuen o no volen veure als infants simplement perquè els consideren una mercaderia, un objecte. Segons alguns autors de l'Edat Mitjana, aquesta era la concepció que hi havia envers els infants. Aquesta és una de les raons per les quals avui en dia no es troben imatges d'infants o nadons, si més no els retractaven com a persones petites però no a com nens o nenes. La justificació d'aquest fet està basada en la gran taxa de mortalitat infantil que existia en l'època, això fa que els infants no estiguessin registrats fins als sis anys. Un cop arribaven aquesta edat, que suposadament la seva supervivència ja estava una més assegurada, a molts d'ells, si la sort no els acompanyava, els utilitzaven per realitzar treballs forçosos que els adults no volien realitzar. Per tant, es pot apreciar com la concepció dels infants tampoc havia tingut un gran canvi un cop passaven de certa edat.
Encara que aquesta percepció ha anat canviant en el transcurs del temps, la invisibilització dels infants continua vigent en el sistema de protecció, que en tantes ocasions fa d'aquests casos expedients sense nom i sense sentiments. En l'Estat Espanyol una bona part dels serveis de protecció a la infància són gestionats per consorcis, aquest fet implica la conceptualització d'infants com a inversions.

### Els infants vulnerables
Un altre grup de concepcions que es troba en el sistema de protecció a la infància segons Núria Empez és la definició o el valor de com s'entén la infància, en el terme més extrem s'entén com una franja d'edat en què es troben persones vulnerables que han de seguir una sèrie de cures, per tant s'observa com en aquesta visió l'infant i els adults no es troben al mateix nivell de condició humana. Aquesta visió agafa força a partir de la Il·lustració i a començament del s. XX quan es formen les bases de la protecció a la infància.

### L'infant i adolescent com a subjecte actiu
L'última concepció i la més renovada que es té sobre la infància és aquella que entén als infants i als joves com a subjectes actius, com a persones amb drets, amb necessitats pròpies, amb moments evolutius diversos, i sobretot amb sentiments. Des d'aquest punt de vist el paper de l'adult ja no és el de fer, restringir i dictar, sinó el de guiar i acompanyar en tots els processos evolutius.
Aquesta nova concepció predomina en el moment que es redacta la Convenció de les Nacions Unides sobre els drets de l'infant en 1989.

## Els MENA a Catalunya
L'organització que s'encarrega de la protecció dels menors que arriben a Catalunya sense cap classe de referent familiar és la Direcció General d'Atenció a la Infància i l'Adolescència (DGAIA). Aquest organisme assegura la seguretat i el benestar dels infants i joves amb un alt risc de marginació social o la tutela dels desemparats. El seu objectiu és contribuir al seu desenvolupament personal.
La majoria dels MENA que arriben com s'ha dit anteriorment provenen del Marroc i un gran nombre d'aquests s'acaben instal·lant a la ciutat de Barcelona. Existeixen dos objectius per a aquesta protecció:
- Fer que l'atenció i l'acolliment de tots els infants i adolescents sigui el millor possible a partir d'un estudi individualitzat per a cada situació i segons el projecte migratori de l'infant en concret.
- Intentar que hi hagi un reagrupament familiar per part de l'infant o l'adolescent i afavorir-ho amb les condicions correctes. Abans d'això s'ha degut descartar la inserció sociolaboral a Catalunya.

### Programa Catalunya-Magrib
Aquest programa d'intervenció amb els menors estrangers no acompanyats es complementa amb el Programa Magrib, juntament amb la Direcció General per a la Immigració.
Existeixen tres eixos d'actuació que ofereix aquest programa:
1. A Tànger hi ha un establiment d'un centre d'acollida i residencial.
2. Es va crear un taller formatiu prelaboral i diferents cursos de formació ocupacionals vinculats al centre. Tot això gràcies als convenis empresarials segons la teva zona.
3. Es fa un acompanyament individual per a cada infant amb les seves famílies d'origen.[22]

## Marc normatiu
La Unió Europea va emetre una resolució el 19 de juliol de 1997 (Resolución 97/C/221/03) respecte al fenomen. En el cas espanyol, la normativa ha sigut contradictòria quant a les polítiques de retorn dels MENA.
El dia 16 d'octubre de 2014 es va publicar el ''Protocolo Marco'' sobre determinades actuacions en relació amb els Menors Estrangers No Acompanyats que es va aprovar el 22 de juliol pels ministres d'Ocupació i Seguretat Social, de Justícia i de Sanitat, Serveis Socials i Igualtat, així com pel fiscal general de l'Estat, el secretari d'Estat de Seguretat del Ministeri de l'Interior i el subsecretari d'Afers Exteriors i de Cooperació, amb l'objecte de coordinar la intervenció de totes les institucions i administracions afectades. D'aquesta manera es pretenia complir l'article 190.2 del Reglament de la Llei Orgànica 4/2000, que tracta sobre els drets i llibertats dels estrangers a Espanya i la seva integració social.

### Arribada i primer contacte amb les autoritats
Hi ha uns punts determinats al país on hi ha una major concentració d'arribada de MENAs, i aquests són les Illes Canàries i la zona sud de la península. Quan els joves travessen la frontera, la majoria són localitzats pels serveis d'emergència i de seguretat, mentre que els que es dirigeixen cap a l'interior sense ser identificats, acaben anant per si mateixos als serveis d'atenció a la infància. Asseguren ser menors d'edat.
Però aquest és un tema molt difícil de resoldre, esbrinar l'edat que tenen els joves que hi arriben, per tant es va crear un procediment òptim per valorar l'edat dels possibles menors. Els principals problemes a l'hora de determinar l'edat del jove és quan no porten la seva documentació o s'ha descobert que aquesta és falsa.
Aquest procediment varia segons les característiques dels menors, prevalent sempre el que posa al passaport, i a continuació les proves forenses. Només quan l'edat està determinada i assegurada, aquests passen als serveis de protecció i els acullen en cases d'urgència.
Fase d'investigació i avaluació
El primer objectiu d'aquesta fase és identificar el menor i fer una valoració de la seva situació actual. Un cop tenim aquesta informació, juntament amb la valoració de les necessitats fonamentals del jove que fomentaran el que es faci un pla d'actuació i l'elecció del recurs més idoni per a la seva atenció, es posa en pràctica de manera diferent segons la comunitat autònoma en què es trobi.
Tots aquests menors resideixen en unes cases d'urgència. Algunes d'elles, com les de Biscaia i Tenerife, ja estan preparades per a acollir a aquests nens i joves pel gran nombre d'aquests que arriben des de les fronteres i, per tant, ja hi ha centres especialitzats per als joves amb aquestes característiques, on es realitzen projectes educatius especials. Però en altres regions d'Espanya, com per exemple Galícia, on aquests menors no són tan freqüents, moltes vegades acaben en cases d'urgència juntament amb els menors nacionals, i no tenen els recursos suficients per a tractar-los segons les seves necessitats.
Un altre punt important d'aquesta fase és la informació que se li dona al jove sobre els seus drets i la seva situació. Aquest és un treball per als educadors socials que treballen a les cases d'urgència, tot i que moltes vegades existeix una desconfiança mútua per part dels educadors i els menors, fet que dificulta el flux d'informació.
Presa de decisions, provisions d'allotjament i suport
La primera decisió que s'ha de prendre és la de si el menor es quedarà en Espanya o es procedirà a un reagrupament familiar al seu país d'origen. La resposta més habitual en aquests casos és la de quedar-se en Espanya, normalment per la impossibilitat de facilitar el reagrupament familiar o atenent a l'interès superior del menor.
Moltes vegades, els joves no participen en la presa de decisions i les acaten un cop ja estan decidides, sense sentir-se escoltats. Si la decisió és la de quedar-se, comença la fase de preparació per a la independència en cases residencials. El temps de permanència varia segons la tramitació de documentació, el compliment de les expectatives o la possibilitat d'integració com a adults.
Transició a la vida adulta
Les diferents regions d'Espanya ofereixen diversos programes de suport a la transició segons les necessitats i les demandes de cadascuna per a quan els menors fan la majoria d'edat i han d'abandonar les cases residencials. En el cas de Catalunya, existeix l'Àrea de suport al jove tutelat i extutelat que ajuda als joves amb aspectes com l'habitatge, la inserció laboral, el seguiment socioeducatiu i psicològic, l'assessorament jurídic i el suport econòmic.
Però en moltes altres regions, tot i haver-hi programes per a la inserció i la transició, encara hi ha molts adolescents amb 17 anys que no saben que passarà quan siguin majors d'edat, ja que pocs tenen un treball estable o han trobat un lloc per viure.